# Хайнрих I фон Насау
Хайнрих I фон Насау (на немски: Heinrich I von Nassau; † август 1167 в Рим) от Дом Насау е от 1159 до 1167 г. граф на Насау.

## Биография
Той е син на Арнолд I фон Лауренбург († ок. 1148), граф на Лауренбург, и вероятно на Анастасия фон Арнщайн. Внук е на Дудо-Хайнрих фон Лауренбург.
След смъртта на граф Рупрехт II през 1159 г., Хайнрих I управлява Насау заедно с брат си Рупрехт III († 1191) и братовчед им Валрам I († 1198).
Той умира от чума през август 1167 г. в Рим, вероятно при връщането му от кръстоносен поход.